# Cait

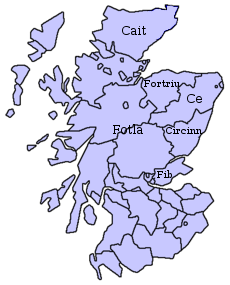
Koninkrijken van de Picten

Cait of Cat was een Pictisch koninkrijk in het huidige Caithness en Sutherland (Cataibh), in het noorden van Schotland. Het koninkrijk is ontstaan in de vroege middeleeuwen, maar het is onbekend gedurende welke periode het precies heeft bestaan.

## Geschiedenis
Volgens de legende is Cait gesticht door Caitt, een van de zeven zonen van Cruithne. De zeven broers ontvingen elk hun eigen provincie. Onduidelijk is of een reeds bestaand koninkrijk werd opgesplitst, of dat de zeven dienden als onderkoning. De provincies werden vernoemd naar de namen van de betreffende broers. Mogelijk kan het ontstaan van het koninkrijk Cait rond 800 n.Chr. worden gedateerd.
Het lijkt echter waarschijnlijker dat de diverse provincies en koninkrijken tussen de 6e en 9e eeuw zijn ontstaan en dat de legende een reconstructie achteraf betreft.
De naam Cait leeft nog voort in de regio Caithness en in Cataibh, de Gaelische naam voor Sutherland.